# Milchharnstoff

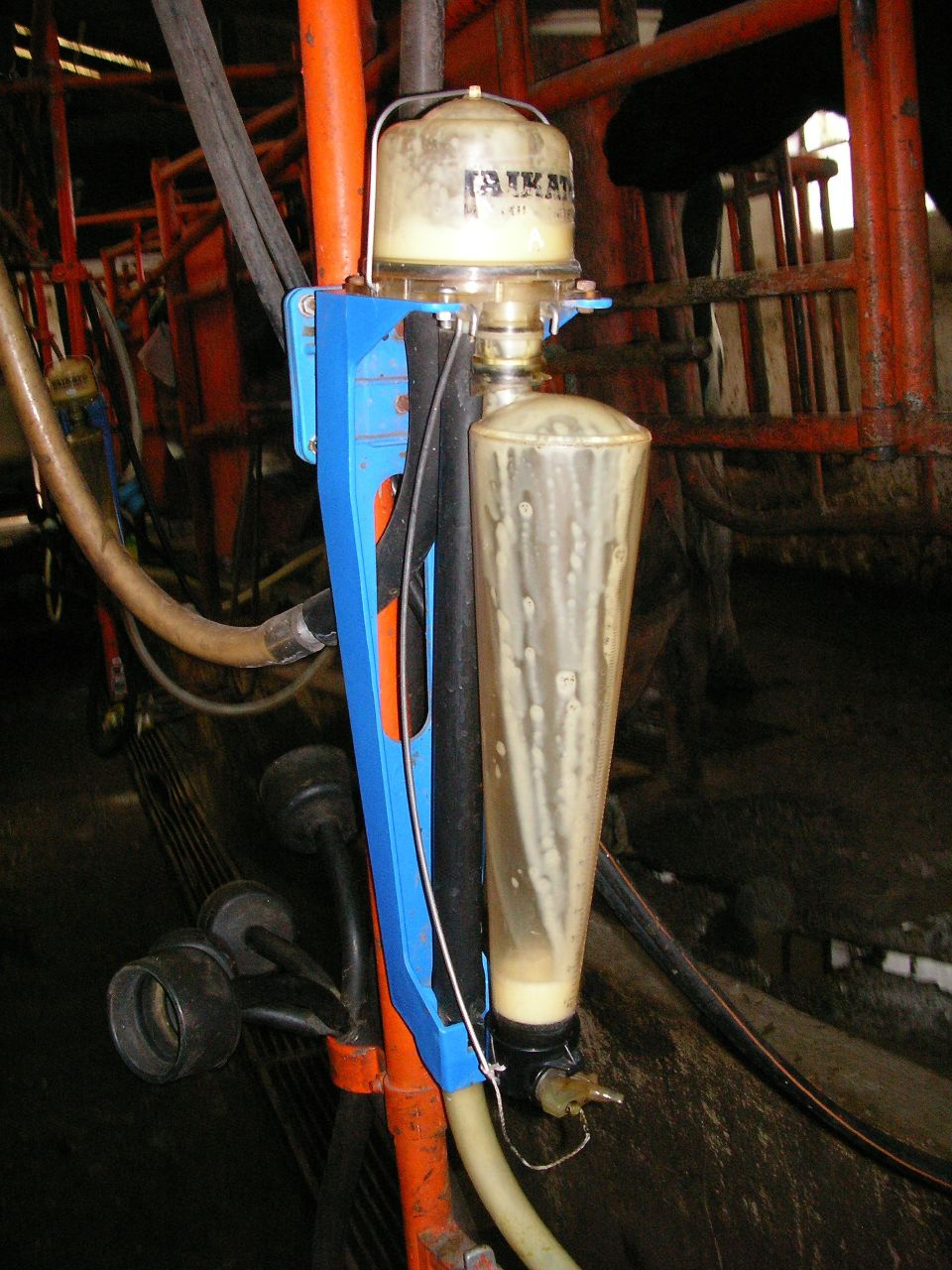
Halbautomatischer Probenehmer zur Milchkontrolle

Der Milchharnstoffgehalt beschreibt in der Milchproduktion den Gehalt von Harnstoff in Milligramm je Liter (mg/l) Milch. Vereinzelt wird er auch in ml/100 ml oder in ppm angegeben. Der Harnstoffgehalt hilft die Ernährungssituation der Kuh zu überwachen. Er lässt als Abfallprodukt des Aminosäurenstoffwechsels Rückschlüsse auf die Eiweiß- und Energieversorgung der Tiere zu. Fütterungsbedingt wird der Harnstoffgehalt vor allem durch die Rohproteinmenge je Tier und Tag, den Gehalt an Durchflussprotein (USD) und die im Pansen fermentierbaren Kohlenhydrate (Zucker, Stärke) bestimmt und dient somit als Maß für die Verwertung des Futterrohproteins.
Seit Beginn der 1980er Jahre wurde die Untersuchung der Milch auf Harnstoffgehalts zur Kontrolle des Gesundheitsstatus und der Fütterung als preisgünstige Methode empfohlen. Bis nach der Jahrtausendwende wurde sie von manchen Landeskontrollverbänden nur als kostenpflichtige Zusatzleistung im Rahmen der Milchleistungsprüfung angeboten. Mittlerweile (2016) gehört sie schon seit einigen Jahren zu den standardmäßig mituntersuchten Parametern in Deutschland.
Im Rahmen der von der Düngemittelverordnung genannten „nährstoffangepassten Fütterung“, mit welcher ein einzelbetrieblich höherer Tierbestand pro ha ermöglicht wird bei nachgewiesener geringerer durchschnittlicher N-Ausscheidung von Bestands, eignet sich die Analyse des Harnstoffgehalts zur Überprüfung der Fütterung.

## Analysemethoden
Die Referenzmethode ISO 14637 / IDF 195:2004 zur Bestimmung von Milchharnstoff ist eine enzymatische Bestimmung mit einem Differential-pH-metrischen Verfahren. Harnstoff wird in der Reaktion durch Urease katalytisch hydrolysiert, dadurch OH¯ Ionen im Reaktionspuffer produziert. Die Variation des pH-Wertes zwischen Start der Reaktion und Ende (Testdauer 35 Sekunden) ist proportional zur Harnstoff-Konzentration in der Probe.
Harnstoff + 3 H2O → 2 NH4+ + CO2 + 2 OH-
H2O + CO2 → HCO3- + H+
Alternativ erfolgt die Bestimmung von Milchharnstoff mit Hilfe von Analysatoren im kontinuierlichen Durchflussverfahren mit luftsegmentierter Probentrennung. Dabei wird die Milchprobe nach Verdünnung in einer Natriumchloridlösung gegen ein Farbreagenz dialysiert und anschließend mit einem Säurekatalysator versetzt. Der Reagenzienstrom wird auf 90 Grad Celsius aufgeheizt, wobei aus dem Harnstoff und dem Farbreagenz in Gegenwart von Thiosemicarbazid ein Farbkomplex entsteht, dessen Absorption photometrisch gemessen wird. Der Harnstoffgehalt der Probe wird dann über eine entsprechende Software unter Mitführung von Harnstoffstandards in mg pro Liter ausgewiesen.

## Zusammenhänge

### Rohproteinmenge
Je mehr Rohprotein die Kuh mit dem Futter aufnimmt, desto höher wird in der Regel der Harnstoffgehalt der Milch sein.

### Abbaubarkeit des Rohproteins
Je höher der Anteil des pansenverfügbaren Rohproteins, umso höher ist auch die im Pansen freigesetzte Stickstoffmenge. Wenn jedoch zu viel Ammoniak in kurzer Zeit im Pansen entsteht, so sind die Pansenmikroben nicht in der Lage, dieses so schnell zu verarbeiten. Es geht mehr Ammoniak ins Blut und wird in Harnstoff umgewandelt. Dieser wird über die Milch ausgeschieden. Diesem Problem versucht man über pansenbeständiges Protein (UDP) entgegenzuwirken.

### Energieversorgung
Je mehr Rohprotein eine Ration im Verhältnis zur verfügbaren Energiemenge hat, desto höher ist der Milchharnstoffgehalt.

### Ruminale Stickstoffbilanz (rNB)
Bei einer maissilagebetonten Ration ist Stickstoffmangel möglich. Man spricht dann auch von einer negativen RNB. Der Milchharnstoffgehalt ist dann meist niedrig (<150 mg/1000 ml). Bei einer Weideration liegt meist Proteinüberschuss vor. Der Milchharnstoff beträgt dann meist über 300 Milligramm je Liter. Bei reiner Weidehaltung (Vollweide) kann er sogar Werte von 500 bis 700 Milligramm je Liter erreichen.

## Mögliche Ursachen für Extremwerte
Grundsätzlich sollten Einzeltierwerte nicht überinterpretiert werden beim Harnstoffgehalt in der Milch. Einen groben Überblick zum Status der Herde erhält der Landwirt schon über die mehrmals monatlich von der Molkerei mitgeteilten Durchschnittswerte der gesamten abgelieferten Herdenmilch. Die aus der Einzelprobe der Milchkontrolle mitgeteilten Werte müssen dann im Zusammenhang mit dem Eiweißgehalt der Milch betrachtet werden und sollten in erster Linie zu Managemantverbesserung für die Gesamtherde genutzt werden.

### Zu hoher Harnstoffgehalt (mehr als 300 mg pro Liter)
Ein hoher Harnstoffgehalt signalisiert einen Überschuss an abgebautem Futterprotein im Verhältnis zur Energie. Die Pansenmikroben können nicht alles Rohprotein bzw. Ammoniak zur Bildung von mikrobiellem Eiweiß umsetzen. Der nicht verwertete Ammoniak wird in der Leber zu Harnstoff umgewandelt. In Verbindung mit sehr hohen Eiweißgehalten deutet er auf einen Protein- und Energieüberschuss hin.

### Zu niedriger Harnstoffgehalt (weniger als 150 mg pro Liter)
Niedrige Harnstoffwerte weisen auf eine unzureichende Proteinversorgung hin. Die Pansenmikroben können trotz Energieüberschuss schlecht wachsen und sich vermehren. Deshalb wird in der Leber wenig Ammoniak zu Harnstoff umgewandelt. Bei mittleren und hohen Eiweißgehalten wird ein Proteinmangel und Energieüberschuss angezeigt.
Je besser die mikrobielle Proteinsynthese und der Stickstoffabbau im Pansen aufeinander abgestimmt sind, desto niedriger sind die Stickstoffverluste in Form von ausgeschiedenem Harnstoff (über die Milch). Einen genauen, für eine bestimmte Milchleistung anzustrebenden Harnstoffgehalt gibt es aus physiologischen Gründen nicht. Als normal gelten Harnstoffgehalte zwischen 150 und 300 mg pro Liter Milch, wobei Werte zwischen 200 und 250 mg pro Liter anzustreben sind.